# Districte de la Veveyse

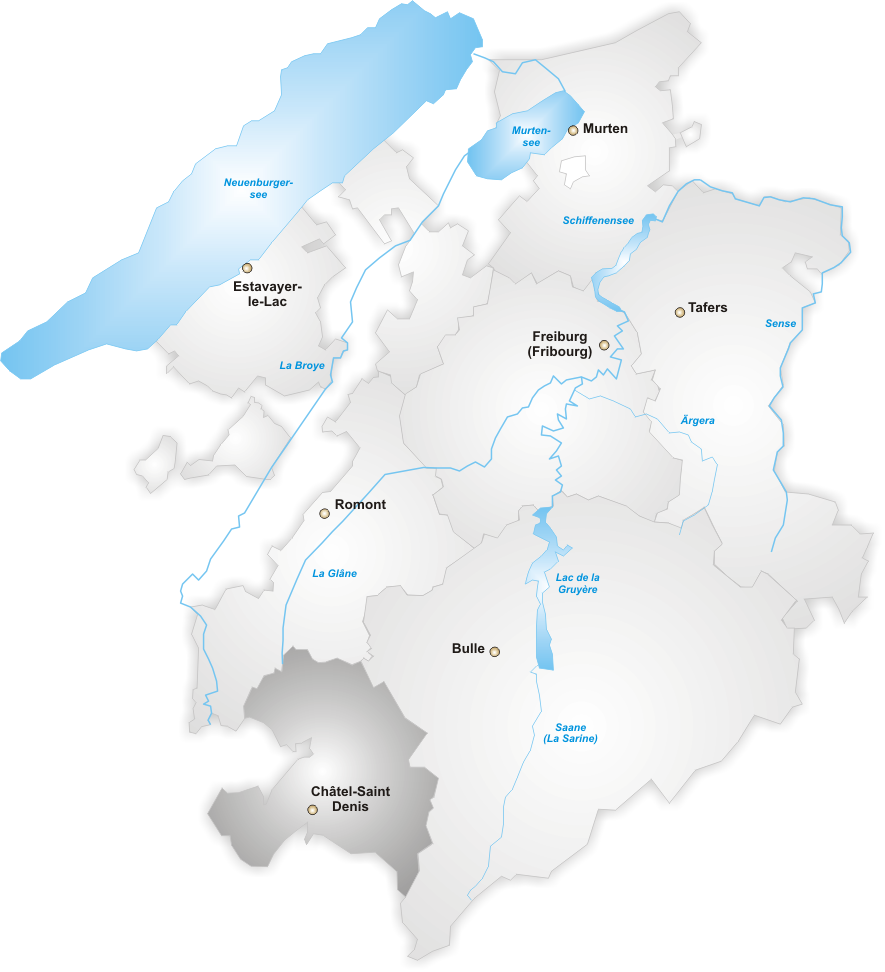
Districte de Veveyse

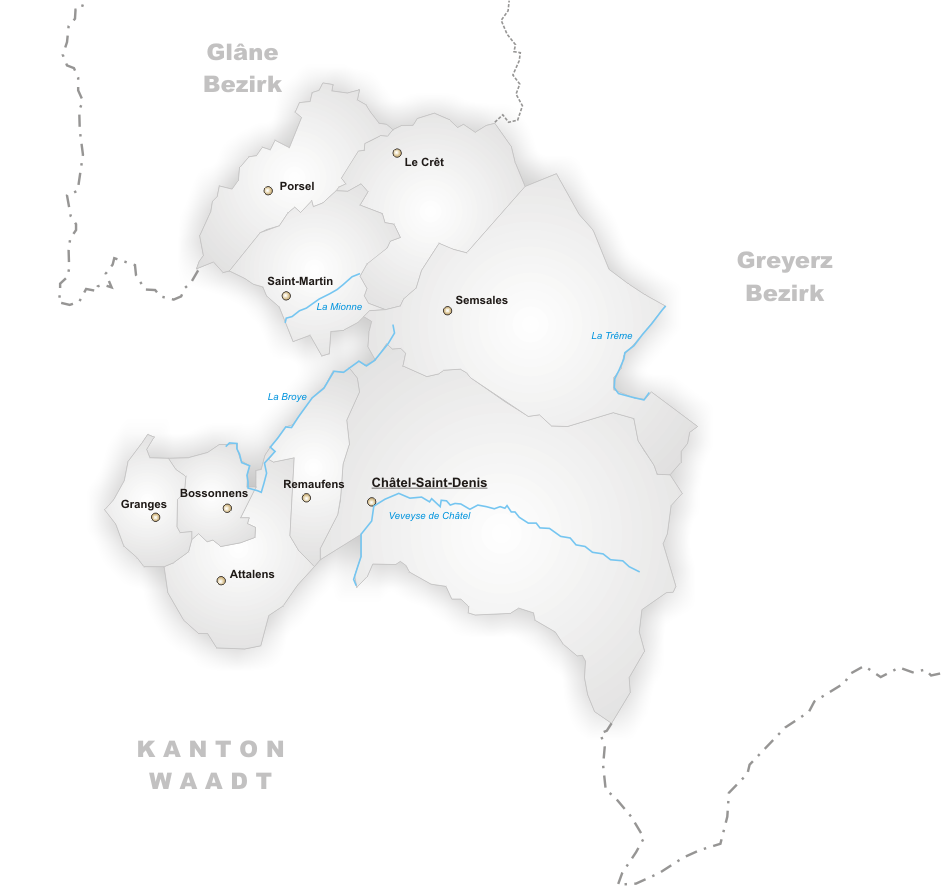
Municipis del districte de Veveyse

El Districte de Veveyse (en alemany Bezirk Veveyse o Vivisbach) és un dels set districtes del Cantó de Friburg a Suïssa. Té 14057 habitants (cens de 2005) i una superfície de 134,30 km². Està format per 9 municipis i el cap del districte és Châtel-Saint-Denis. Es tracta d'un districte amb el francès com a llengua oficial.

## Municipis
| Nom                | Habitants (2003) | Superfície en ha |
| ------------------ | ---------------- | ---------------- |
| Attalens           | 2316             | 836              |
| Bossonnens         | 1074             | 409              |
| Châtel-Saint-Denis | 4692             | 4790             |
| Granges            | 630              | 446              |
| La Verrerie        | 924              | 1342             |
| Le Flon            | 859              | 954              |
| Remaufens          | 776              | 589              |
| Saint-Martin       | 850              | 875              |
| Semsales           | 1013             | 2939             |